# Swampscott (Massachusetts)
Swampscott – miejscowość w USA, w północno-wschodniej części stanu Massachusetts, w zespole miejskim Bostonu.